# 18 Tracks
18 Tracks es un álbum recopilatorio del músico estadounidense Bruce Springsteen, publicado por la compañía discográfica Columbia Records en abril de 1999.
El álbum recoge canciones previamente publicadas en la caja recopilatoria Tracks, a excepción de tres temas: «The Promise», un descarte de las sesiones de grabación de Darkness on the Edge of Town, «The Fever», una canción grabada en 1973 grabada por Southside Johnny, y «Trouble River».
18 Tracks obtuvo un éxito comercial inferior a trabajos previos de Springsteen al alcanzar el puesto 64 en la lista estadounidense Billboard 200 y el 23 en la lista de discos más vendidos del Reino Unido. Un año después de su publicación, la canción «The Promise» fue nominada a dos premios Grammy en las categorías de mejor canción de rock y mejor interpretación vocal de rock masculina.

## Lista de canciones
Todas las canciones escritas y compuestas por Bruce Springsteen. 
| N.º | Título                          | Duración |  |
| 1.  | «Growin' Up»                    | 2:38     |  |
| 2.  | «Seaside Bar Song"»             | 3:33     |  |
| 3.  | «Rendezvous»                    | 2:48     |  |
| 4.  | «Hearts of Stone»               | 4:29     |  |
| 5.  | «Where the Bands Are»           | 3:43     |  |
| 6.  | «Loose Ends»                    | 4:00     |  |
| 7.  | «I Wanna Be With You»           | 3:21     |  |
| 8.  | «Born in the U.S.A.» (Demo)     | 3:10     |  |
| 9.  | «My Love Will Not Let You Down» | 4:24     |  |
| 10. | «Lion's Den»                    | 2:18     |  |
| 11. | «Pink Cadillac»                 | 3:33     |  |
| 12. | «Janey, Don't You Lose Heart»   | 3:24     |  |
| 13. | «Sad Eyes»                      | 3:47     |  |
| 14. | «Part Man, Part Monkey»         | 4:28     |  |
| 15. | «Trouble River»                 | 4:18     |  |
| 16. | «Brothers Under the Bridge»     | 4:55     |  |
| 17. | «The Fever»                     | 7:35     |  |
| 18. | «The Promise»                   | 4:48     |  |

## Posición en listas
| Año  | País           | Lista                       | Posición |
| ---- | -------------- | --------------------------- | -------- |
| 1999 | Alemania       | Media Control Albums Charts | 8        |
| 1999 | Australia      | ARIA Albums Charts          | 98       |
| 1999 | Canadá         | RPM Albums Chart            | 58       |
| 1999 | Estados Unidos | Billboard 200               | 64       |
| 1999 | Noruega        | VG-lista Albums Chart       | 2        |
| 1999 | Países Bajos   | Mega Album Top 100          | 69       |
| 1999 | Reino Unido    | UK Album Chart              | 23       |
| 1999 | Suecia         | Albums Top 60               | 1        |